# Bundesstraße 101
Pour les articles homonymes, voir B101 et Route 101.
La Bundesstraße 101 (abrégé en B 101) est une Bundesstraße reliant Berlin à Aue.

## Localités traversées
- Berlin
- Ludwigsfelde
- Luckenwalde
- Jüterbog
- Herzberg
- Bad Liebenwerda
- Elsterwerda
- Großenhain
- Meißen
- Nossen
- Siebenlehn
- Freiberg
- Brand-Erbisdorf
- Lengefeld
- Annaberg-Buchholz
- Schwarzenberg/Erzgeb.
- Aue